# Tonalità di rosso
|                       |                  |         | sRGB | sRGB | sRGB | CMYK | CMYK | CMYK | CMYK | HSV  | HSV  | HSV  | |
| Nome del colore       | Rappresentazione | HEX     | R    | G    | B    | C    | M    | Y    | K    | H    | S    | V    | Descrizione |
| --------------------- | ---------------- | ------- | ---- | ---- | ---- | ---- | ---- | ---- | ---- | ---- | ---- | ---- | --- |
| Rosso (in HTML "Red") |                  | #FF0000 | 255  | 0    | 0    | 0    | 100  | 100  | 0    | 0°   | 100% | 100% | Codifica HTML di un particolare colore "rosso" accettata dai moderni browser. |
| Aragosta              |                  | #ED7465 | 237  | 116  | 101  | 0    | 51   | 57   | 7    | 6°   | 57%  | 92%  | Prende il nome dall'omonimo crostaceo. |
| Carminio              |                  | #960018 | 150  | 0    | 24   | 0    | 100  | 84   | 41   | 350° | 100% | 58%  | Il carminio (dall'arabo قرمز, qirmiz, "rosso cremisi, scarlatto") è una tonalità di rosso scuro che prende il nome da un colorante naturale, ricavato dal corpo disseccato di un insetto, noto come la cocciniglia del carminio (Dactylopius coccus). |
| Cremisi               |                  | #DC143C | 220  | 20   | 60   | 0    | 90   | 72   | 13   | 348° | 90%  | 86%  | Il cremisi è una tonalità di rosso luminosa e chiara che, contenendo alcune componenti di blu, tende lievemente al porpora. |
| Granata               |                  | #800000 | 128  | 0    | 0    | 0    | 100  | 100  | 49   | 0°   | 100% | 50%  | È così chiamato perché gli arilli della melagrana o granata (il cui nome significa mela piena di grani) sono di quel colore. |
| Salmone               |                  | #FA8072 | 250  | 128  | 114  | 0    | 48   | 54   | 1    | 6°   | 54%  | 98%  | Colore che ricorda il colore della carne del salmone. |
| Salmone scuro         |                  | #E9967A | 233  | 150  | 122  | 0    | 35   | 47   | 8    | 15°  | 47%  | 91%  | Variante del colore salmone. |